# بئر سعيد العلو (الرقة)
بئر سعيد العلو قرية سورية تتبع ناحية المنصورة في منطقة الثورة في محافظة الرقة. بلغ عدد سكانها 939 نسمة في عام 2004 حسب إحصاء المكتب المركزي للإحصاء.